# Raffinerie de Carthagène des Indes
La raffinerie de Carthagène des Indes est une raffinerie de pétrole située à Carthagène des Indes, sur la côte caribéenne de la Colombie. C'est la deuxième plus importante du pays derrière celle de Barrancabermeja. Elle est située au centre de la zone industrielle de Mamonal, au sud de la ville.

## Historique
La raffinerie fut construite par la compagnie Intercol pour un coût estimé à 33 millions de dollars et inaugurée le 7 décembre 1957. 
Ecopetrol la rachète en 1974 pour 35 millions de dollars, ce prix incluant également la valeur de 40 % des actions de l'oléoduc du Pacifique.

## Production
La raffinerie comprend des unités de raffinage, de craquage catalytique, de polymérisation, de désulfuration et de traitement d'impuretés.
La capacité de raffinage est de 75 000 barils par jour. Celle-ci devrait être augmentée pour atteindre 165 000 barils par jour à l'horizon 2013.